# 电脑迷
《电脑迷》（PC Fan）是一本由电脑报社出版的以计算机软硬件及互联网内容为主的期刊，出版地重庆。原为半月刊后改为月刊。有纸质版（2015年停刊）与电子版，此外还有移动客户端。纸质版每期杂志赠送光盘，内附电子版与各类软件以及Windows PE、杀毒软件等实用软件。2016年起转型为学术期刊。